# Municipio de Krivogaštani
Krivogashtani (en macedonio, Кривогаштани) es un municipio situado en el suroeste de Macedonia del Norte. Según el censo de 2021, tiene una población de 5167 habitantes.

## Geografía
Es uno de los municipios más pequeños de Macedonia del Norte. Se extiende por una superficie sin mayores oscilaciones, a una altitud de 615 metros sobre el nivel del mar. Su densidad de población es mayor a la del promedio del país.